# Reno Events Center
 (avril 2025).
Si vous disposez d'ouvrages ou d'articles de référence ou si vous connaissez des sites web de qualité traitant du thème abordé ici, merci de compléter l'article en donnant les références utiles à sa vérifiabilité et en les liant à la section « Notes et références ».
Le Reno Events Center est une salle omnisports à Reno (Nevada). Ses locataires sont les Bighorns de Reno (NBA Gatorade League). La salle accueille également des concerts.